# 艾夫斯塔 (加利福尼亞州)
艾夫斯塔（英語：Ivesta）是位於美國加利福尼亞州弗雷斯諾縣的一個非建制地區。該地的面積和人口皆未知。

## 地理
艾夫斯塔的座標為36°43′19″N 119°38′11″W / 36.72194°N 119.63639°W，而該地的平均海拔高度為104米（即341英尺）。